# Prašni vrtinec
Prašni vrtinec (regionalno znan tudi kot dirt devil) je močan, dobro oblikovan in razmeroma kratkotrajen vrtinec. Njegova velikost sega od majhnega (pol metra širok in nekaj metrov visok) do velikega (več kot 10 m širok in več kot 1 km visok). Primarno je navpično gibanje je navzgor. Prašni vrtinci so običajno neškodljivi, vendar lahko v redkih primerih postanejo dovolj veliki, da predstavljajo grožnjo ljudem in lastnini.
Primerljivi so s tornadom, saj sta oba vremenska pojava, ki vključujeta navpično usmerjen vrteč se stolpec vetra. Večina tornadov je povezanih z večjim matičnim kroženjem, mezociklonom na hrbtni strani supercelične nevihte. Prašni vrtinci nastanejo kot vrtinčasti navzgor v sončnih razmerah ob lepem vremenu, le redko se približajo intenzivnosti tornada.

## Nastanek
Prašni vrtinci nastanejo, ko se žep vročega zraka blizu površine hitro dvigne skozi hladnejši zrak nad njo. Če so razmere ravno pravšnje, se lahko dvignjeni tok začne vrteti. Ko se zrak hitro dvigne, se stolpec vročega zraka raztegne navpično in s tem premakne maso bližje osi vrtenja, kar povzroči okrepitev vrtilnega učinka z ohranjanjem vrtilne količine. Sekundarni tok v prašnem vrtincu povzroči, da drugi vroč zrak pospeši vodoravno navznoter do dna novonastalega vrtinca. Ko več vročega zraka hiti proti razvijajočemu se vrtincu, da nadomesti zrak, ki se dviga, postane učinek vrtenja še intenzivnejši in samozadosten. Prašni vrtinec, popolnoma oblikovan, je lijaku podoben dimnik, skozi katerega se giblje vroč zrak, tako navzgor kot krožno. Ko se vroč zrak dviga, se ohlaja, izgubi svoj vzgon in se sčasoma preneha dvigovati. Ko se dviga, izpodriva zrak, ki se spušča zunaj jedra vrtinca. Ta povratek hladnega zraka deluje kot ravnotežje proti vrteči se zunanji steni vročega zraka in ohranja sistem stabilen.
Učinek vrtenja skupaj s površinskim trenjem običajno povzroči zagon naprej. Prašni vrtinec se lahko obdrži, če se premika nad bližnjimi viri vročega površinskega zraka.
Ker je razpoložljiv vroč zrak blizu površine usmerjen navzgor po prašnem vrtincu, se bo sčasoma posrkal okoliški hladnejši zrak. Ko se to zgodi, je učinek dramatičen in prašni vrtinec se razprši v nekaj sekundah. Običajno se to zgodi, ko se prašni vrtinec premika počasi (izčrpanost) ali začne vstopati na teren, kjer so površinske temperature nižje.
Določeni pogoji povečajo verjetnost nastanka prašnega vrtinca.
- Ravno nerodovitno zemljišče, puščava ali asfalt: ravninske razmere povečajo verjetnost, da bo »gorivo« vročega zraka skoraj konstantno. Prašni ali peščeni pogoji bodo povzročili, da se delci ujamejo v vrtinec, zaradi česar bo prašni vrtinec zlahka viden.
- Jasno nebo ali rahlo oblačni pogoji: površina mora absorbirati znatne količine sončne energije, da segreje zrak blizu površine in ustvari idealne pogoje za prah.
- Rahlo ali brez vetra in nizka temperatura ozračja: osnovni dejavnik za trajnost prašnega vrtinca je izjemna razlika v temperaturi med zrakom blizu površine in ozračjem. Vetrovne razmere bodo destabilizirale učinek vrtenja prašnega vrtinca.

## Intenzivnost in trajanje
Na Zemlji je veliko prašnih vrtincev po navadi majhnih in šibkih, pogosto s premerom manj kot 0,9 m, z največjimi vetrovi s povprečno hitrostjo približno 70 km/h in se pogosto razblinijo manj kot minuto po nastanku. V redkih primerih lahko prašni vrtinec postane zelo velik in intenziven, včasih doseže premer do 90 m z vetrovi nad 100 km/h+ in lahko traja več kot 20 minut, preden se razprši. Zaradi njihovega majhnega premera Coriolisova sila ni pomembna v samem prašnem vrtincu, zato se prašni vrtinec pojavlja z anticiklonsko rotacijo.

## Nevarnosti
Prašni vrtinci običajno ne povzročajo poškodb, vendar so redki, hudi prašni vrtinci v preteklosti povzročili škodo in celo smrt. En tak prašni vrtinec je 14. septembra 2000 prizadel sejmišče okrožja Coconino v Flagstaffu v Arizoni in povzročil veliko škodo na več začasnih šotorih, stojnicah in kabinah ter nekaterih stalnih strukturah sejmišča. Poročali so o več poškodovanih, smrtnih žrtev pa ni bilo. Glede na stopnjo škode, ki je ostala za njim, se ocenjuje, da je prašni vrtinec povzročil vetrove s hitrostjo do 120 km/h, kar je enakovredno tornadu EF0. 19. maja 2003 je prašni vrtinec dvignil streho z dvonadstropne stavbe v Libanonu, Maine, zaradi česar se je zrušila in v njej umrl človek. 18. junija 2008 je bila ženska v bližini Casperja v Wyomingu ubita, ko je vrtinec povzročil, da se je nanjo zvrnila majhna strelska lopa na mladinskem igrišču za baseball. Pred prašnim vrtincem se je poskušala zateči tako, da je šla za lopo. V vzhodnem El Pasu v Teksasu leta 2010 je tri otroke v napihljivi skakalni hiši pobral prašni vrtinec in jih dvignil nad 3 m, preletel ograjo in pristal na dvorišču tri hiše stran. Leta 2018 je v Commerce Cityju v Koloradu močan vrtinec prahu v zrak vrgel dve lončnici. V incidentu ni bil nihče poškodovan. Leta 2019 je velik prašni vrtinec v okrožju Yucheng v provinci Henan na Kitajskem ubil 2 otroka in ranil 18 otrok in 2 odrasla, ko je v zrak dvignil napihljivi grad.
Prašni vrtinci so bili vpleteni v približno 100 letalskih nesreč. Medtem ko so številni incidenti predstavljali preproste težave pri vožnji po cesti, jih je nekaj imelo usodne posledice. Prašni vrtinci veljajo tudi za največjo nevarnost med padalci in piloti jadralnih padal, saj lahko povzročijo, da se padalo ali jadralno padalo zruši brez opozorila in prispevajo k resnim poškodbam ali smrti padalcev. Tako je bilo 1. junija 1996, ko je prašni vrtinec povzročil, da se je padalo zrušilo približno 9,1 m nad tlemi. Kasneje je umrl zaradi poškodb, ki jih je utrpel.

## Električne dejavnosti
Prašni vrtinci, tudi majhni (na Zemlji), lahko proizvajajo radijski šum in električna polja, večja od 10.000 voltov na meter. Prašni vrtinec pobira drobne delce umazanije in prahu. Ko se delci vrtinčijo, postanejo električno nabiti s kontaktnim ali tornim nabojem (triboelektrifikacija). Vrtičasti nabiti delci ustvarjajo tudi magnetno polje, ki niha med 3- do 30-krat vsako sekundo.
Ta električna polja lahko pomagajo vrtincem pri dvigovanju materiala s tal v ozračje. Terenski poskusi kažejo, da lahko prašni vrtinec dvigne 1 gram prahu na sekundo z vsakega kvadratnega metra tal, čez katero gre. Velik prašni vrtinec, ki ob vznožju meri približno 100 metrov, lahko v 30 minutah v zrak dvigne približno 15 metričnih ton prahu. Velikanski peščeni viharji, ki zajamejo svetovne puščave, prispevajo 8 % mineralnega prahu v ozračje vsako leto med peščico neviht, ki se zgodijo. Za primerjavo, občutno manjši vrtinci, ki se poleti zvijajo po puščavah, dvignejo približno trikrat več prahu in imajo tako večji skupni vpliv na vsebnost prahu v ozračju. Ko se to zgodi, jih pogosto imenujejo peščeni stebri.

## Marsovi prašni vrtinci
Marsove prašne vrtince (prašne vrtince na Marsu) so leta 1970 prvič fotografirali z orbitalnim letalnikom Viking. Leta 1997 je pristajalna naprava Mars Pathfinder zaznala prašni vrtinec, ki je letel nad njim. Na prvi spodnji sliki, ki jo je fotografiral Mars Global Surveyor, dolg temen trak tvori premikajoči se vrtinčasti steber Marsove atmosfere. Sam prašni vrtinec (črna točka) pleza po steni kraterja. Proge na desni so peščene sipine na dnu kraterja.
Marsovi prašni vrtinci so lahko do petdesetkrat širši in desetkrat višji kot zemeljski, veliki pa lahko predstavljajo grožnjo zemeljski tehnologiji, poslani na Mars. 7. novembra 2016 je bilo pet takšnih prašnih vrtincev v višini od 0,5 do 1,9 km posnetih v enem samem opazovanju misije Mars Orbiter na južni polobli Marsa.
Člani misije, ki spremljajo Spirit rover na Marsu, so 12. marca 2005 poročali, da je srečno srečanje z vrtincem prahu očistilo sončne celice tega robota. Raven moči se je dramatično povečala in pričakovalo se je, da se bo dnevno znanstveno delo razširilo. Podoben pojav (sončne plošče, skrivnostno očiščene nakopičenega prahu) so že prej opazili pri roverju Opportunity, za vzrok pa so domnevali tudi prašne vrtince. Splošno mnenje je, da električna aktivnost, povezana s prašnimi vrtinci, ustvarja strele na Marsu, vendar to še ni bilo dokončno odkrito.

## Druga imena
V Avstraliji je prašni vrtinec bolj znan kot Willy willy. Na Irskem so prašni vrtinci znani kot Shee-gaoithe ali 'pravljični veter'.

## Povezani pojavi

### Pepelasti vrtinci
Vroč pepel pod sveže odloženim pepelom na nedavno požganih območjih lahko včasih ustvari številne prašne vrtince. Manjša teža in temnejša barva pepela lahko ustvarita prašne vrtince, ki so vidni več sto metrov v zrak.
Pepelnati vrtinci so podobni prašnim vrtincem in jih pogosto opazimo v nestabilnih dneh na območjih požarišč.
Premogovi vrtinci so pogosti v premogovniškem mestu Tsagaan Khad v provinci Južni Gobi v Mongoliji. Pojavijo se, ko prašni vrtinci poberejo velike količine nakopičenega premogovega prahu. Zaradi temne barve so podobni tornadom.

### Ognjeni vrtinci
Ognjeni vrtinci, včasih imenovani ognjeni tornadi, je mogoče videti med intenzivnimi požari v vnetljivih gradbenih konstrukcijah ali pogosteje med gozdnimi ali grmovnimi požari. Ognjeni vrtinec je tvorba gorečih plinov v obliki vrtinca, ki se sproščajo iz gorljivega materiala. Geneza vrtinca je verjetno podobna genezi prašnega vrtinca. Za razliko od prašnega vrtinca je malo verjetno, da bi bila višina, ki jo doseže vrtinec ognjenega plina, večja od vidne višine navpičnih plamenov zaradi turbulenc v okoliških plinih, ki zavirajo ustvarjanje stabilne mejne plasti med vrtečimi se/dvigajočimi se plini. glede na okoliške pline.

### Snežni vrtinci
Enaki pogoji lahko povzročijo snežni vihar, snežni vrtinec ali včasih imenovan tudi snownado, čeprav je diferencialno ogrevanje težje na zasneženih območjih.

### Parni vrtinci
Parni vrtinci so majhen vrtinčast stolpec nasičenega zraka različne višine, vendar majhnega premera, ki nastane, ko hladen zrak leži nad veliko toplejšim vodnim telesom ali nasičeno površino. Pogosto jih opazimo tudi v pari, ki se dviga iz elektrarn.